# ルビジウム
ルビジウム（ラテン語: rubidium 英語発音: [rʉˈbɪdiəm]）は原子番号 37 の元素記号 Rb で表される元素である。アルカリ金属元素の1つで、柔らかい銀白色の典型元素であり、原子量は85.4678。ルビジウム単体は、例えば空気中で急速に酸化されるなど非常に反応性が高く、他のアルカリ金属に似た特性を有している。ルビジウムの安定同位体は 85Rb ただ1つのみである。自然界に存在するルビジウムのおよそ28%を占める同位体の 87Rb は放射能を有しており、半減期はおよそ490億年である。この半減期の長さは、推定された宇宙の年齢の3倍以上の長さである。
1861年に、ドイツの化学者ロベルト・ブンゼンとグスタフ・キルヒホフが新しく開発されたフレーム分光法によってルビジウムを発見した。ルビジウムの化合物は化学および電子の分野で利用されている。金属ルビジウムは容易に気化し、利用しやすいスペクトルの吸収域を有しているため、原子のレーザ操作のための標的としてしばしば用いられる。ルビジウムの生体に対する必要性は知られていない。しかし、ルビジウムイオンはセシウムのように、カリウムイオンと類似した方法で植物や生きた動物の細胞によって活発に取り込まれる。

## 名称
発光スペクトルで赤色の光線を示すことから、ラテン語で暗赤色を表す rubidus よりルビジウムと名付けられた。

## 単体の性質
銀白色の極めて軟らかい金属で、非放射性アルカリ金属元素の中で2番目に電気陰性度が小さい。比重は1.53、融点は39.3 °C。常温、常圧で安定な結晶構造は体心立方構造 (BCC)。化合物中の原子価は+1で、ルビジウムの気体（沸点700 °C）は青色である。
他のアルカリ金属類と類似した性質を有し、ナトリウム、カリウムより反応性は強く、空気中で酸化され過酸化物 Rb2O2 および超酸化物 RbO2 を生成する。ハロゲン元素と激しく反応し、水とは反応によって水素が発生し、さらに発生した水素を点火するのに十分な量の反応熱が生じるため爆発的に反応する。
{\displaystyle {\ce {2 Rb + 2 H2O -> 2 RbOH + H2}}}
ルビジウムは他のアルカリ金属類と同様に、空気中で自然発火する。そのため、日本では消防法により自然発火性物質として危険物指定されている物質である。
水銀には発熱的に溶解してアマルガムを形成し、金、カルシウム、ナトリウム、カリウム、セシウムとは合金を作る。ルビジウムのイオン化エネルギーは非常に低く、わずか406 kJ/molである。炎色反応では、カリウムに似た暗赤色を示す。

## 存在

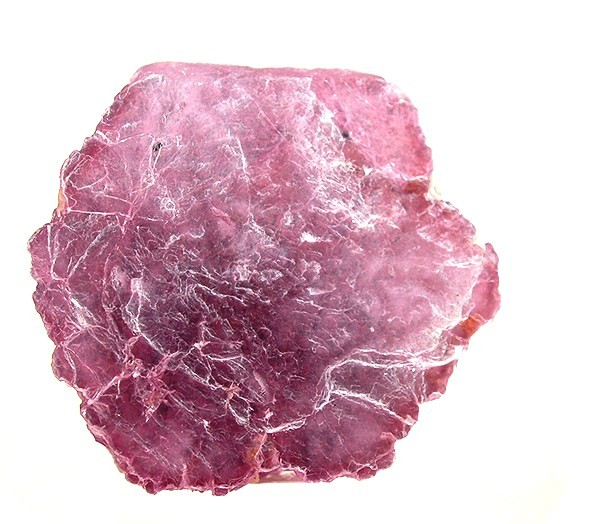
ルビジウム源であるリチア雲母

ルビジウムは地殻中に23番目に多く存在する元素である（地殻中の元素の存在度も参照）。おおよそ亜鉛と同程度に豊富であり、いくぶんか銅よりも普遍的である。自然での産出は、白榴石、ポルサイト、カーナライト、チンワルド雲母などの鉱石に、酸化物として最大で1%ほど含有されている。リチア雲母は0.3%から3.5%のルビジウムを含み、商用ベースのルビジウム源として利用されている。いくつかのカリウム鉱石や塩化カリウムも、商業的に重要な量のルビジウムを含んでいる。
海水中には、平均して1 L当たり125 μgのルビジウムが含まれている。同族の他の元素と比較すると、1 L当たり408 mg含まれるカリウムより大幅に少なく、1 L当たり0.3 μg含まれるセシウムよりは大幅に多い量である。
ルビジウムはそれなりに大きなイオン半径を有しているため、「不適合元素」の1つである。マグマの結晶分化の間、ルビジウムはルビジウムより重く類似した性質を持つセシウムと共に液相に濃縮され、最後に結晶化する。したがってルビジウムおよびセシウムは、これらの濃縮過程によって形成されるペグマタイト鉱物に堆積する。ルビジウムはマグマの結晶化においてカリウムと置換するため、セシウムの場合ほど効果的には濃縮されない。ポルサイトのようにセシウム鉱床とするに十分な量のセシウムを含むペグマタイト鉱石や、リチウム鉱石であるリチア雲母は、副生物としてのルビジウム源でもある。
2つのルビジウムの重要な産出源は、カナダのマニトバ州にあるバーニック湖の豊富なポルサイト鉱床および、イタリアのエルバ島で産出されるルビジウムを17.5%含んだルビジウム微斜長石 ((Rb, K)AlSi3O8) である。これらはセシウムの産出源でもある。

## 生産
ルビジウムは地殻中においてセシウムより豊富に存在するが、用途が限られていることやルビジウムを豊富に含む鉱石の不足から、ルビジウム化合物の年間生産量は2から4トン程度である。カリウムからルビジウムおよびセシウムを分離するにはいくつかの方法がある。ルビジウムセシウムミョウバン (Cs, Rb)Al(SO4)2•12H2O からの分別晶出によって純粋なルビジウムミョウバンが得られる。2つの他の方法の報告では、塩化スズ法およびフェロシアン酸塩法の文献がある。1950年代および60年代の数年間は、Alkarb と呼ばれるカリウム製品の副産物がルビジウムの主要な産出源であった。Alkarb には21%のルビジウムとごくわずかなセシウムが含まれ、残りはカリウムである。現在ルビジウムは、例えばカナダのマニトバ州にあるタンコ鉱山のようなセシウムの大きな生産者によって、ポルサイトからの副産物として生産されている。

## 用途

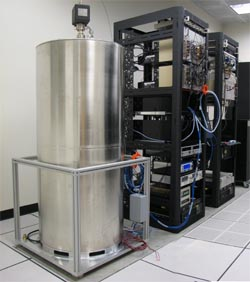
ルビジウムを用いた原子時計（アメリカ海軍天文台）

ルビジウム87（同位体）は、半減期488億年の放射性同位体であり、ベータ崩壊してストロンチウム87となる。これを使って、年代測定が可能である（ルビジウム-ストロンチウム法）。炭酸ルビジウム (Rb2CO3) を原料に混ぜたガラスは丈夫で電気絶縁性に優れているため、ブラウン管用ガラスとして用いられる。
光で励起したルビジウムは原子時計に用いられている。セシウム原子時計に比べ正確さは劣るが、小型で低価格であるため、ルビジウム原子時計は広く利用されている。
通常、ルビジウムは土壌中において非常に低濃度である反面、植物によって吸収されやすく、カリウムに似た挙動を示す。このため、トレーサとして既知濃度のルビジウム水溶液を土壌に注入、一定期間後に植物体を収獲しルビジウム濃度を測定することで、その時点における根の活性を推定できる（ルビジウムトレーサ法）。また、農作物害虫の生態調査における標識として用いられた事例もある。
ルビジウム化合物は時折、花火に紫の色を付けるために用いられる。
ルビジウムは磁気流体力学の原理を応用した熱電変換材料への使用が検討されている。高温の熱でルビジウムをイオン化し磁場を通過させることによって、それらは電気を伝導し、発電機の電機子のように働くことで電流が発生する。
ルビジウム、特に気化された 87Rb は、レーザー冷却やボース＝アインシュタイン凝縮の用途において、最も一般的に使用される原子種の1つである。この用途における望ましい性質は、関連した波長における安価な半導体レーザーがいつでも利用できる点および、適度な温度で十分な蒸気圧を得ることのできる点である。
ルビジウムは、核スピンを一定の方向に整列させた大量の磁化 3He ガスを生産する際に、3He にスピン偏極を与えるために用いられる。ルビジウムの蒸気は、レーザーによる光ポンピングによってスピンが偏極し、それが超微細構造に影響を与えることで 3He の核スピンを一定の方向に整列させる。スピンが偏極化した 3He は、中性子偏極測定やその他の用途のための偏極中性子ビームを発生させる用途に一般化されてきている。
ルビジウムは、セル・サイト送信機や他の電子的な送信機、情報網および試験装置における周波数の精度を保つための二次周波数標準器の主要部品である（ルビジウム発振機）。このルビジウム標準器は GPS において、より正確でセシウム標準器よりも安価な「一次周波数標準器」を製造するためにしばしば用いられる。ルビジウム標準機は、データ通信産業のために大量生産されている。
ルビジウムの他の可能性もしくは現在の用途としては、蒸気タービンにおける作動流体や真空管における残留ガスの吸着剤（ゲッター）、光検出器の部品などがある。ルビジウムのエネルギー準位の超微細構造を利用して原子時計の共鳴元素に用いられる。ルビジウムはまた、特殊ガラスの成分や酸素雰囲気下での燃焼によって生じる超過酸化物の生産、生物学におけるカリウムイオンチャネルの研究、原子磁気センサーの蒸気の発生などに用いられる。87Rbは現在、スピン偏極の緩和レートを小さくした状態を利用した磁気センサー (SERF; spin exchange relaxation-free (SERF) magnetometer) の開発において、他のアルカリ金属類とともに使用されている。
82Rb は陽電子放射断層撮影に用いられている。ルビジウムはカリウムと非常に似ているため、カリウムを多く含んだ生体細胞は放射性ルビジウムも蓄積する。主要な用途の1つは心筋灌流イメージングである。76秒という非常に短い半減期のため、患者の近くで 82Sr の崩壊によって 82Rb を生み出す必要がある。脳腫瘍において、血液脳関門でのルビジウムとカリウムの置換の結果、ルビジウムは通常の脳組織よりも脳腫瘍の部分に多く集まるため、シンチグラフィによって放射性同位元素の82Rbを検出することで、脳腫瘍を画像化することができる。
ルビジウムの双極性障害やうつ病に対する影響についての試験が行われている。透析患者にはルビジウムの消耗が見られ、したがってルビジウムのサプリメントは憂うつを助けるかもしれない。いくつかの試験において、ルビジウムは最高720 mgの塩化ルビジウムとして与えられた。

## 歴史
1861年にロベルト・ブンゼンとグスタフ・キルヒホフにより、ドイツのハイデルベルクにおいて鉱石のリチア雲母から分光器を用いることでルビジウムは発見された。

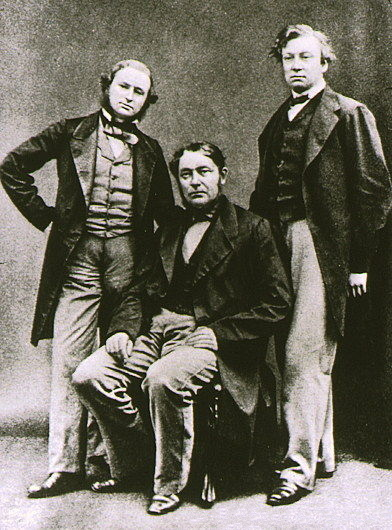
グスタフ・キルヒホフ（左）とロベルト・ブンゼン（中央）は分光器によってルビジウムを発見した。右側の人物はヘンリー・エンフィールド・ロスコー。

ルビジウムはリチア雲母に少量含まれる物質として存在する。キルヒホフとブンゼンは、酸化ルビジウム (Rb2O) をわずかに0.24%のみ含むリチア雲母を150 kg処理した。カリウムおよびルビジウムは、ヘキサクロリド白金(IV)酸によって不溶性の塩を与えるが、これらの塩類は温水中で可溶性にわずかな差を示す。その結果、ヘキサクロリド白金(IV)酸カリウムよりも溶解度の低いヘキサクロリド白金酸ルビジウムが分別晶出によって得られた。水素によるヘキサクロリド白金酸塩の還元の後、炭酸塩のアルコールに対する溶解度の差によってルビジウムの分離に成功した。このプロセスによって更なる研究に用いるための塩化ルビジウムが0.51 g得られた。セシウムとルビジウムの初めての大規模な分離は、キルヒホフとブンゼンによって44,000 Lのミネラルウォーターから行われ、7.3 gの塩化セシウムと9.2 gの塩化ルビジウムが分離された。ルビジウムは、キルヒホフとブンゼンによって分光器が発明されてからわずか1年後、セシウムの直後に発見された第2の元素であった。
キルヒホフとブンゼンは、新しい元素の原子量を推定するために、このようにして得られた塩化ルビジウムを用い、その結果ルビジウムの原子量は85.47であると見積もられた（現在一般に認められている値は85.47である）。彼らは溶融させた塩化ルビジウムの電気分解によってルビジウムの単体を得ようとし、肉眼での観察においても顕微鏡での観察においても金属物質であるというわずかな痕跡も示さない、青色の均一な物質を得た。彼らはそれを亜塩化物 (Rb2Cl) であるとしたが、それは恐らく金属ルビジウムと塩化ルビジウムとの、コロイド状の混合物である。金属ルビジウムを得るための2回目の実験においてブンゼンは、酒石酸ルビジウムの焼成によってルビジウムを還元することができた。蒸留されたルビジウムは発火性の物質であったが、ルビジウムの密度と融点を明らかにすることができた。1860年代に行われた研究の品質は、現在一般に認められている数値と比較して、密度の違いが0.1 g/cm3未満であり、融点の違いも1度未満であることから、評価されている。
1908年、ルビジウムのわずかな放射能が発見されたが、1910年代に同位体元素の理論が確立する前であり、1010年を超える長い半減期のために活性が低いため、その説明は困難であった。現在証明された、ベータ崩壊によって安定な 87Sr となる 87Rb の崩壊は、1940年代後期にはまだ議論中であった。
ルビジウムは、1920年代以前にはごくわずかな産業的価値しかなかった。以降のルビジウムの最も重要な用途は、主に化学および電子の分野における研究開発用途であった。1995年、E. A. コーネル (Eric A. Cornell) とC. E. ワイマン (Carl E. Wieman) は 87Rb を用いてルビジウム原子のボース＝アインシュタイン凝縮に成功した。この功績により、彼らは2001年度のノーベル物理学賞を受賞した（W. ケターレ (Wolfgang Ketterle) と共同受賞）。

## 分析

### 定性分析
ルビジウムの定性分析には発光スペクトル分析が利用され、420から428 nmに紫色の二重線の発光が観察される。また、簡便な方法として炎色反応によるすみれ色の炎色の観察も行われる。

### 定量分析

#### 重量分析法
ルビジウムの重量分析法はカリウムやセシウムと同様の方法が利用される。代表的な方法として、ルビジウム溶液に過剰量の硫酸を加えて蒸発乾固させ、得られた残渣に炭酸アンモニウムを加えて重量既知の白金坩堝で強熱することによって硫酸ルビジウムとし、その重量を秤量することでルビジウム濃度が分析される。また、硫酸の代わりに濃塩酸を加えて塩化ルビジウムとして分析することもできる。ナトリウムまたはリチウムを含んでいるものでは、ヘキサクロリド白金酸もしくは亜硝酸コバルチナトリウムまたは過塩素酸を加えて、ヘキサクロリド白金酸ルビジウムもしくは亜硝酸コバルチルビジウムまたは過塩素酸ルビジウムの沈殿を生じさせる方法が用いられる。これらの方法は、エタノールで洗浄することによってエタノールに溶解するリチウムおよびナトリウムの塩を除去することができる利点があり、亜硝酸コバルチナトリウムを用いた方法は特に多量の塩類が含まれる溶液の分析に有用である。しかし、このようなルビジウムの挙動はカリウムと類似しているためカリウムを含む試料の重量分析は困難である。古典的な手法として、ヘキサクロリド白金酸カリウムとヘキサクロリド白金酸ルビジウムのわずかな溶解度の差を利用してカリウムとルビジウムを分離する方法や、カリウムとルビジウムの混合物の全量を塩化物として重量分析し、さらに硝酸銀溶液を用いてこの混合塩化物中の塩素量の定量を行い、重量と塩素量の連立方程式を立てて算出する方法などがある。

#### 機器分析法
分析機器を用いたルビジウムの定量分析には原子吸光法 (AAS) または炎光分析法が最も簡便であり、それらの測定において最も高感度な吸収波長は780.027 nmである。AASにおいては、通常は空気-アセチレン炎を用いたフレーム原子吸光法が用いられるが、グラファイト炉原子吸光法を用いることで、検出限界1.6 pgという高感度な分析が可能となる。ルビジウムはそのイオン化エネルギーの低さに起因してフレーム中でのイオン化が激しく、分析結果に負の誤差が生じて定量値が低くなるため、試料液にイオン化抑制剤として高濃度のカリウムやセシウム等のイオン化されやすい元素を加えて分析を行う。また、他の元素を原子吸光法によって測定する際にルビジウムが共存していると、ルビジウムのイオン化しやすい性質によってイオン化干渉が生じて分析結果の誤差要因となる。
植物体中のルビジウム分析法の例を示す。
植物体中のルビジウムは希酸で大部分が抽出されるため、高濃度試料では塩酸抽出でも十分であるが、微量かつ全量分析の場合は強酸分解が望ましい。なお、イオン化抑制剤としてセシウムを用いた場合は、同時にカリウムの分析も可能である。
1. 植物体の乾燥粉砕試料を採る。
2. 希塩酸を加え 振とう抽出する。
3. 乾燥ろ紙でろ過、ろ液を適宜希釈する。
4. 希釈液に規定量のセシウムを加える。
5. 原子吸光で780 nmの吸光度を測定する。または炎光光度計で780 nmの発光強度を測定する。

## 化合物
塩化ルビジウムは、恐らく最も使われているルビジウム化合物である。生化学において、細胞から DNA を取り出すのに用いられ、少量で容易に生体に取り込まれてカリウムと置換するため生物指標としても用いられている。他の通常のルビジウム化合物としては腐食性の水酸化ルビジウム (RbOH) があり、これは光学ガラスに用いられる炭酸ルビジウム (RbCO3) やルビジウム硫酸銅 (Rb2SO4•CuSO4•6H2O) など、大部分のルビジウムをベースとした化学反応の出発原料として用いられている。ヨウ化銀ルビジウム (RbAg4I5) は、他のどんな既知のイオン結晶よりも高い室温伝導率を有し、薄膜バッテリーなどの用途に利用されている。
ルビジウムは、金属ルビジウムが空気に曝されることで酸化ルビジウム Rb2O や Rb6O、Rb9O2 などを含むいくつかの酸化物を生成し、過剰な酸素雰囲気下では超酸化物 RbO2 を生成する。Rb9O2のような非化学量論的な酸化物は亜酸化物と呼ばれ、アルカリ金属元素の化合物としては珍しくルビジウム元素同士の共有結合を有した金属的な外観を持つ化合物である。ルビジウムはイオン半径が大きいため格子エネルギー効果によって不安定な陰イオンとも安定なイオン性塩を形成することができ、その代表例として超酸化ルビジウムがある。ルビジウムはハロゲンと反応してフッ化ルビジウム (RbF)、塩化ルビジウム (RbCl)、臭化ルビジウム (RbBr) およびヨウ化ルビジウム (RbI) を生成する。

## 同位体
自然に存在するルビジウムは、安定同位体である 85Rb (72.2%) および放射性同位体である 87Rb (27.8%) の2つの同位体元素から成っている。このようなルビジウムは1 g当たりおよそ670 Bqの固有の放射能を有しており、110日で写真フィルムを著しく感光させるのに十分な強さである。ルビジウムの同位体は24種類あり、85Rb と 87Rb 以外のものは半減期が3か月未満である。それらのほとんどは非常に強い放射能があり、用途はほとんどない。
87Rb の半減期は4.88 × 1010年であり、それは13.75 ± 0.11 ×109年である宇宙の年齢の3倍以上である。87Rb は原生核種の1つである。ルビジウムは鉱石において容易にカリウムと置換するため、地球上の至る所に存在している。そのため、ルビジウムは放射年代測定に広範囲で用いられている。87Rb はベータ粒子 (β-) を放出して安定した 87Sr に崩壊する。マグマの結晶分化の間、Sr は斜長石に集まる傾向があり、Rb は液相に残る。ゆえに、マグマ残液中の Rb / Sr の比率は時間とともに増加し、漸進的分化によって Rb / Sr 比の高い石が形成される。この比率が最も高いものでは、10以上になるペグマタイトがある。ストロンチウムの初期量が知られているか、もしくは添加することができれば、ルビジウムとストロンチウムの濃度比および、87Sr と 86Sr の比をそれぞれ測定することで年代を決定することができる。この方法は、その後石が変化していない場合においてのみ鉱石の正確な年齢を示す（ルビジウム-ストロンチウム年代測定法）。
自然に存在しない同位体の1つである 82Rb は、半減期が25.36日である 82Sr の電子捕獲（β崩壊の一種）によって生み出される。半減期が76秒である 82Rb のそれ以降の崩壊は陽電子放出（β崩壊の一種）によって引き起こされ、安定した 82Kr を生み出す。

## 予防措置と生物学的影響

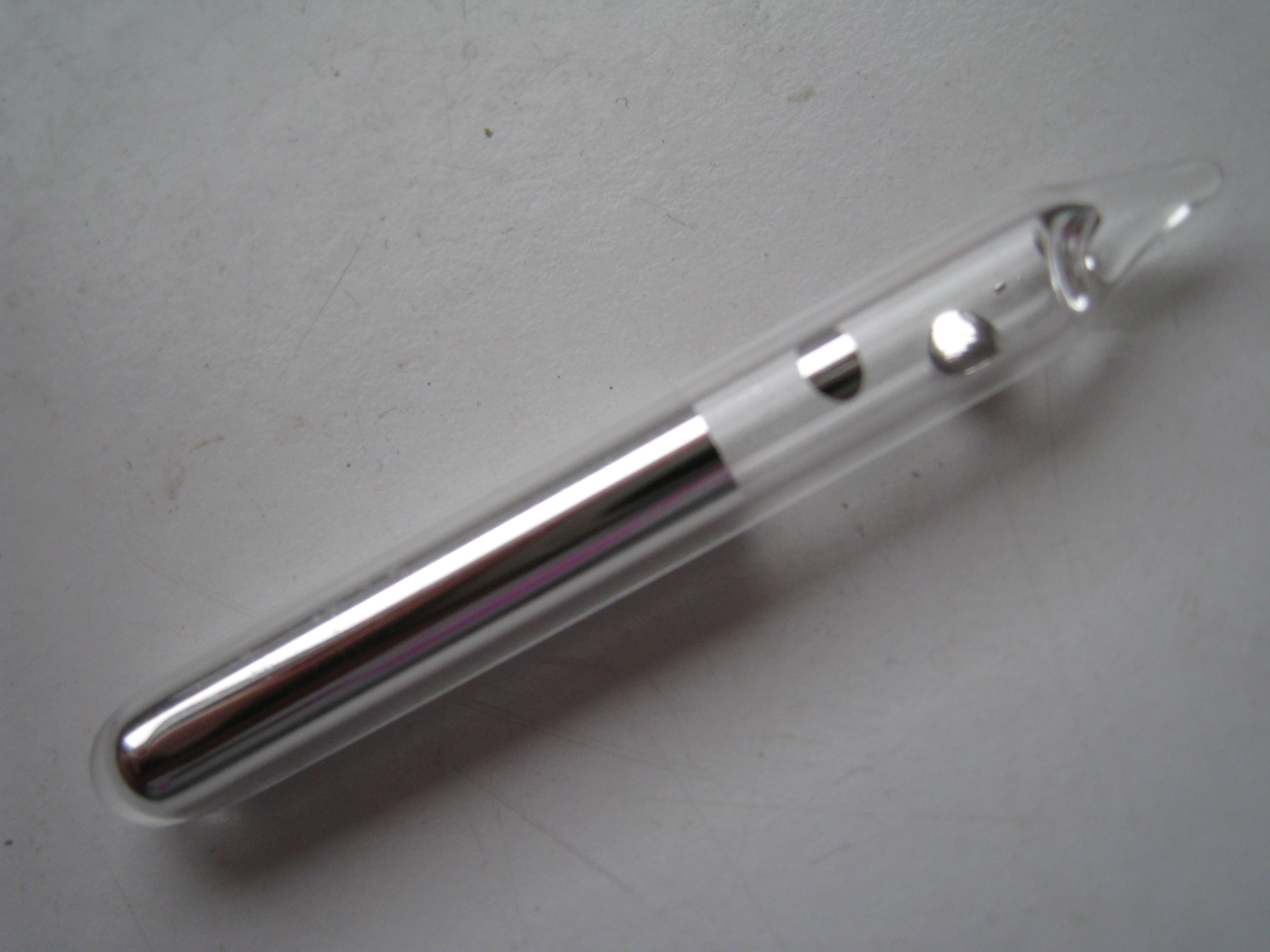
アンプルに封入された金属ルビジウム

ルビジウムは水と激しく反応するため、火災を引き起こす危険がある。安全性と純度を確保するため、この金属は乾いた鉱油中で保存され、通常は不活性雰囲気のガラス製アンプル中に封入される。ルビジウムは鉱油中の少量の空気への露出でさえ過酸化物を形成するため、金属カリウムの保管と類似した過酸化物形成の予防措置が取られる。
ルビジウムはナトリウムやカリウムのように、水に溶解しているときには+1価の酸化状態を取り、これは全ての生体中での状態も含む。人体は Rb+ イオンをカリウムイオンとして処理する傾向があるため、ルビジウムは体の細胞内液、すなわち細胞の内部に蓄積する。ルビジウムイオンは特に有毒ではない。70 kgの人間は平均0.36 gのルビジウムを含んでおり、この量を50から100倍に増加させても被験者に悪影響は見られなかった。人体における生物学的半減期は、31から46日である。しかし、ルビジウムによるカリウムの部分的な置換は起こり得ることであり、筋組織においてカリウムの50%以上がルビジウムに置換されたネズミは死亡した。